# Alucinosis alcohólica

La alucinosis alcohólica es una percepción de un objeto o fenómeno que no está presente en el momento de la vivencia, debido al consumo de alcohol. En este tipo de alteración, los pacientes se percatan de la irrealidad de la situación que experimentan.

## Etiología
Las causas más comunes de estos síntomas están relacionadas con la supresión brusca del alcohol en los bebedores excesivos, generalmente dependientes del alcohol.

## Sintomatología
Las falsas percepciones suelen ser de animales amenazantes, con una sensación terrorífica y actitudes defensivas, es frecuente que las personas afectadas creen observar arañas, hormigas, o serpientes, que les invaden y ponen en peligro sus  vidas. En este cuadro las alucinaciones más frecuentes son de carácter auditivo. Lo que supone una excepción dentro de los cuadros orgánicos donde son predominantemente visuales (ej: delirium tremens).  (DSM-IV-TR birra

## Tratamiento y prevención
En los pacientes que presentan alucinosis alcohólica se debe tomar una conducta médica de urgencia, el ingreso es importante para tratar de controlar el cuadro, que  si no recibe el tratamiento adecuado puede complicarse con un delírium tremens, consistente en un cuadro grave, con deshidratación y fiebre, acompañado de alucinaciones visuales y auditivas, en el cual se puede presentar la muerte por intoxicación aguda. 
Como prevención, se suele recomendar la ingestión de bebidas alcohólicas sólo en pequeñas cantidades, siempre acompañadas de alimentos, preferentemente con alto contenido en proteínas que retardan la absorción del alcohol, para evitar que esta sustancia tóxica irrite el sistema nervioso central y cause consecuencias negativas a la salud.